# Dolní Ředice
Dolní Ředice är en ort i Tjeckien.   Den ligger i regionen Pardubice, i den centrala delen av landet, 110 km öster om huvudstaden Prag. Dolní Ředice ligger 232 meter över havet och antalet invånare är 794.
Terrängen runt Dolní Ředice är platt.Runt Dolní Ředice är det ganska tätbefolkat, med 70 invånare per kvadratkilometer. Närmaste större samhälle är Hradec Králové, 16,0 km norr om Dolní Ředice. Trakten runt Dolní Ředice består till största delen av jordbruksmark.